# Cramlington
Cramlington is een civil parish in het bestuurlijke gebied Blyth Valley, in het Engelse graafschap Northumberland. De plaats telt 29.413 inwoners.